# Eric Cantona
Éric Daniel Pierre Cantona, francoski nogometaš, filmski igralec in trener, * 24. maj 1966, Marseille, Francija.
Cantona, ki ga navijači nogometnega kluba Manchester United še danes kličejo Kralj Erik, je bil eden najbolj karizmatičnih nogometašev tega kluba v njegovi zgodovini. Navijači Manchester Uniteda so ga leta 2001 izbrali za nogometaša stoletja svojega kluba. Z Manchestrom je Éric v petih letih igranja osvojil štiri naslove angleškega prvaka, dva ligaška pokala in pokal angleške nogometne zveze. Dvakrat je s klubom osvojil dvojno krono (zmaga v ligaškem pokalu in naslov prvaka). Po upokojitvi leta 1997 je postal filmski igralec in trener nogometa na mivki.

## Življenjepis
Kljub nekaterim navedbam, da je bil rojen v Marseillu, se je Éric rodil v Parizu staršema Albertu in Eleonore, ki sta se kmalu po njegovem rojstvu preselila v Marseille. 

## Nogometna pot

### Francija
Cantonajev prvi nogometni klub je bil Auxerre, kamor je vstopil kot mladinec. Za klub je dve leti igral v mladinski vrsti, 5. novembra 1983 pa je prvič nastopil za člansko ekipo na tekmi z Nancyjem, ki jo je Auxerre dobil s 4:0.
V letu 1984 ni mogel igrati, ker je bil na služenju vojaškega roka, po vrnitvi pa je bil posojen klubu Martigues v drugo francosko ligo. Leta 1986 se je vrnil v Auxerre in z njim podpisal svojo prvo profesionalno pogodbo. Še isto leto je po dobrih predstavah v prvi francoski ligi prvič nastopil tudi za francosko nogometno reprezentanco. Cantona je bil po naravi vročekrven igralec, ki se je v prvi incident zapletel že leta 1987, ko je v obraz udaril kolega v reprezentanci Bruna Martinija.
Že naslednje leto se je spet znašel v težavah, ko je zaradi grobega štarta na igralca Nantesa, Michela Der Zakariana dobil prepoved nastopanja na treh tekmah. Kasneje so mu kazen sicer znižali na dve tekmi, ker je Auxerre zagrozil zvezi, da Cantona ne bo smel nastopiti za francosko reprezentanco do 21 let. Éric je nato za reprezentanco nastopil in z njo osvojil naslov evropskega prvaka do 21 let. Kmalu zatem je prestopil v Marseille, klub, za katerega je navijal že kot otrok. Njegov prestop je bil takrat vreden rekordnih 22 milijonov francoskih frankov, kar je bil takrat najvišji znesek v zgodovini francoskega nogometa. Njegov vroči temperament ga je spet spravil v težave januarja 1989, ko je na prijateljski tekmi proti klubu Torpedo Moskva iz jeze, ker ga je trener zamenjal, brcnil žogo med gledalce ter si strgal dres. Klub ga je kaznoval z enomesečno prepovedjo igranja. Le mesec kasneje je dobil še enoletno prepoved nastopanja za reprezentanco, po tem, ko je na nacionalni televiziji javno užalil selektorja.
Zaradi težav pri vklapljanju v ekipo pri Marseillu je bil Cantona za šest mesecev posojen Bordeauxu, nato pa še za eno leto klubu Montpellier. V Montpellieru se je stepel s soigralcem Jean-Claudom Lemoultom, nato pa mu je v obraz vrgel še svoje nogometne čevlje. Po incidentu je šest nogometašev kluba zahtevalo, da klub prekine pogodbo s Cantonajem. Po posredovanju in podpori Ericu s strani soigralcev, kot sta bila Laurent Blanc in Carlos Valderrama, pa ga je klub obdržal, a ga kaznoval z desetdnevno prepovedjo igranja. Cantona je z Montpelierjem isto leto osvojil francoski pokal, njegova dobra forma pa je prepričala Marseille, da ga je vzel nazaj.
Po vrnitvi v Marseille je Cantona pod vodstvom trenerjev Gerarda Gilija in njegovega naslednika Franza Beckenbauerja igral odlično, ko pa je predsednik Marseilla Bernard Tapie zaradi slabih rezultatov zamenjal Beckenbauerja z Raymondom Goethalsom, je Cantona spet večkrat prišel v spor z vodstvom kluba. Posledica sporov je bil Cantonajev odhod po koncu sezone. Sezono 1991 je Éric tako začel pri Nîmesu.
Decembra 1991 je med tekmo zaradi nestrinjanja s sodniško odločitvijo Cantona zalučal žogo v glavnega sodnika. Zaradi incidenta ga je zaslišala disciplinska komisija francoske nogometne zveze. Kaznovan je bil z enomesečno prepovedjo nastopanja. Cantona je odreagiral tako, da je vstal in stopil do mize, kjer so sedeli predstavniki komisije ter vsakemu od njih v obraz rekel, da je idiot. Komisija mu je zaradi tega kazen podaljšala na tri mesece, Éric pa je takrat objavil konec svoje nogometne kariere. 
Takratni francoski selektor Michel Platini, ki je bil velik Cantonajev privrženec, ga je prepričeval, naj si premisli. Po nasvetu Gérarda Houllierja si je Éric na koncu res premislil in se odločil, da bo svojo kariero začel na novo v Angliji.

### Anglija

#### Leeds United
6. novembra 1991 je po zmagi Liverpoola nad Auxerrom v drugem kolu pokala UEFA k Liverpoolovemu trenerju Graemu Sounessu pristopil Michel Platini in mu povedal, da si Éric Cantona želi zaigrati za Liverpool. Souness je takrat ponudbo zavrnil. Menil je namreč, da bi prihod vročekrvnega Francoza porušil mir v njegovem moštvu. Januarja 1992 je tako Cantona prišel v Anglijo, kjer je začel preizkusno obdobje pri klubu Sheffield Wednesday, ki ga je takrat vodil Trevor Francis. Po poizkusnem obdobju mu je klub ponudil podaljšanje sodelovanja, a ga je Éric zavrnil in se pridružil rivalom iz Yorkshira, klubu Leeds United. S klubom je že prvo sezono osvojil prvo mesto v First Division, ki je bila takrat najvišja angleška liga. Kasneje je to ligo zamenjala Premier League. Cantona pa je takrat dobival priložnost le kot zamenjava in je za Leeds zabil le tri gole. Kljub temu je v tej sezoni kar dvakrat dosegel hat-trick. Prvič ga je dosegel na tekmi Charity Shielda, ko je Leeds premagal Liverpool FC s 4–3. Drugi hat-trick je dosegel na ligaški tekmi proti Tottenham Hotspur FC, ki jo je Leeds dobil s 5-0.
Cantona je novembra 1992 zapustil Leeds. Za 1,2 milijona funtov je prestopil k Manchester Unitedu. Do prestopa je prišlo po naključju. Trener Leedsa Howard Wilkinson je po telefonu predsednika Manchester Uniteda vprašal, ali bi Manchester prodal Denisa Irwina. Edwards je imel ravno takrat sestanek s trenerjem Uniteda Alexom Fergusonom, ki je bil proti prodaji, je pa izrazil željo po novem napadalcu. Ravno takrat se je namreč zanimal za več napadalcev, med katerimi so bili David Hirst, Matt Le Tissier in Brian Deane. Wilkinsona sta s predsednikom vprašala za možnost prestopa Cantonaja v Manchester, že čez nekaj dni pa je Francoz tudi prestopil.

#### Manchester United
Cantona je z Unitedom podpisal pogodbo 26. novembra 1992, prvič pa je zanj nastopil na tekmi proti portugalski Benfici v Lizboni, ki so jo odigrali v čast 50. rojstnega dne legendarnega Eusébia. Prvi ligaški nastop je Cantona opravil kot zamenjava na tekmi proti Manchester Cityju na Old Traffordu 6. decembra 1992. United je zmagal z 2-1, Cantona pa takrat ni odigral pomembnejše vloge.
Sezono je Manchester United takrat začel slabo, največje težave pa je imel pri doseganju zadetkov. Brian McClair in Mark Hughes takrat nista bila v formi, Dion Dublin, ki je klub okrepil v poletnem prestopnem roku, pa si je zlomil nogo in ni mogel igrati kar šest mesecev. Cantona se je kmalu prilagodil načinu Unitedove igre in je poleg golov klubu prinesel tudi hitrost. Ustvaril je veliko akcij, iz katerih so tudi njegovi soigralci lahko dosegli gole. Svoj prvi gol v dresu Uniteda je Éric Cantona dosegel proti klubu Chelsea FC na njihovem Stamford Bridgu 19. decembra 1992. Tekma se je takrat končala z 1-1. Ves svoj talent je Cantona pokazal 9. januarja 1993 na tekmi proti Tottenham Hotspuru, ko je dosegel en zadetek in prispeval podaje k vsem preostalim golom. United je takrat dobil tekmo s 4:1. Že na naslednji tekmi s svojim prejšnjim klubom Leedsom na Elland Roadu se je Éric spet znašel v težavah. Zaradi žvižgov je namreč pljunil navijača Leedsa in bil za to kaznovan s strani nogometne zveze s kaznijo v višini 1000 funtov..
V prvih dveh sezonah igranja za United je Cantona povsem preporodil klub, ki je v sezoni 1992/93 osvojil prvi naslov prvaka novo ustanovljene FA Premier League. S tem je postal prvi igralec, ki je v dveh sezonah za dva različna kluba osvojil naslov prvaka najvišje angleške nogometne lige. United je naslov prvaka osvojil tudi v sezoni 1993/94, isto leto pa je osvojil tudi FA pokal. Na finalni tekmi s Chelseajem je Cantona dosegel dva gola iz enajstmetrovke, United pa je zmagal z rezultatom 4:0. Trojno krono je United tisto leto izgubil v finalu ligaškega pokala, kjer ga je premagala Aston Villa s 3:1. 
V sezoni 1993/94 je bil Cantona izbran za nogometaša leta po izboru igralcev. V tisti sezoni je postavil še en rekord; v dveh sezonah je zbral kar 4 rdeče kartone. Dva kartona je dobil na dveh zaporednih tekmah v marcu 1994. Prvič je bil poslan z igrišča na tekmi proti Swindon Townu, ki se je končala z rezultatom 2:2, drugič pa že naslednji teden, ko je dobil karton na gostovanju na Highburyju na tekmi proti domačemu Arsenalu. Tudi tista tekma se je končala neodločeno 2:2. Zaradi teh dveh kartonov je dobil Cantona prepoved igranja na petih tekmah. Zato ni smel nastopiti na polfinalni tekmi FA pokala proti Oldham Athleticu.
V naslednji sezoni je postal Cantona v javnosti še bolj znan po incidentu, ki se je zgodil 25. januarja 1995. Na gostovanju pri Crystal Palacu je Cantona dobil rdeči karton zaradi nešportnega ravnanja. Éric je namreč brcnil nasprotnikovega branilca Richarda Shawa po tem, ko ga je le-ta vlekel za dres. Med odhodom v slačilnico se je Cantona iztrgal Normanu Daviesu, klubskemu oskrbniku, in napadel enega od domačih navijačev. Najprej ga je v skoku brcnil, nato pa ga je napadel še s pestmi. Napadeni navijač, Matthew Simmons je bil po incidentu zaradi groženj in napadalnega obnašanja obsojen na sedem dni zapora, vendar je v zaporu preživel samo 24 ur. Izkazalo se je namreč, da je bil Simmons nekaj let pred tem udeležen v ropu in napadu šrilanškega uslužbenca bencinske črpalke in, da je bil rasist ter nacionalist, ki se je le nekaj dni pred incidentom udeležil srečanja pripadnikov Nacionalne fronte. Poleg tega je bil obsojen tudi na plačilo kazni v višini 500 funtov in enoletno prepovedjo obiska nogometnih igrišč v Angliji in v Walesu. Znamenita slika, ko Cantona v stilu kung-fu borca brcne Simmonsa, je bila nato z dovoljenjem Erica Cantonaja uporabljena na naslovnici singla angleške skupine Ash z naslovom »Kung Fu«. Naslovnica je skupini zagotovila preboj na glasbene lestvice še v istem letu.
Na novinarski konferenci, ki je bila sklicana po incidentu, je Cantona na namig, da bodo odslej novinarji budno spremljali njegovo obnašanje, izjavil:
Galebi sledijo ribiški ladji, ker pričakujejo, da bodo z njih v morje priletele sardine.
Nato je vstal in zapustil dvorano. Za incident je bil kaznovan s 120 urami javnih del, po pritožbi pa mu je bila naložena 14-dnevna zaporna kazen za napad. Na željo nogometne zveze je Manchester United suspendiral Cantonaja za preostale štiri mesece sezone 1994/95, nogometna zveza pa je kazen suspenza kasneje podaljšala na devet mesecev in ga razširila na vsa tekmovanja ter mu naložila tudi denarno kazen v višini 10.000 funtov. 
Takratni predsednik Zveze Graham Kelly je napad opisal kot »madež na naši igri«, ki naj bi zmanjšal ugled nogometa . Manchester United je Cantonaja dodatno kaznoval še z odvzemom dvotedenske plače . Poleg tega mu je selektor francoske nogometne reprezentance takrat tudi odvzel kapetanski trak. Manchester United je v tisti sezoni izgubil boj za naslov angleškega prvaka. Prvaki so takrat postali nogometaši Blackburn Roversov.
Obstajajo govorice, da naj bi Cantona nameraval zapustiti Anglijo po preteku kazni, vendar naj bi ga Alex Ferguson prepričal, da je ostal. United je namreč v prestopnem roku prodal več ključnih igralcev in prvo ekipo popolnil iz vrst mladinske ekipe. Ferguson naj bi takrat nujno potreboval izkušenega in karizmatičnega igralca, kot je bil Éric Cantona, saj obeti za prihodnjo sezono niso bili najboljši. Ericov povratek je buril duhove že precej pred prvo tekmo, na kateri naj bi nastopil. 1. oktobra 1995 je United igral proti Liverpoolu, mnogi pa so menili, da se Cantona ne bo nikoli več vrnil v enakem slogu, saj naj bi bil pritisk nanj s strani navijačev in medijev prehud. 
Na tekmi je Cantona podal za zadetek Nickyja Butta, nato pa je po prekršku nad Ryanom Giggsom v kazenskem prostoru zadel še enajstmetrovko. Njegov povratek je bil za klub, ki je za božič za prvouvrščenim Newcastlom zaostajal že za 10 točk, odločilnega pomena. Manchester je nato s serijo tekem, na katerih je zadeval Éric Cantona in ki jih je dobil z rezultatom 1:0, kmalu ujel Newcastle. Po zmagi s 3:0 nad Middlesbroughom pa je Manchester United slavil še tretjič v štirih sezonah, odkar je bil njegov član Éric Cantona. 
United je isto leto, spet z rezultatom 1:0, dobil tudi finale FA pokala proti Liverpoolu. Edini zadetek je spet prispeval Éric Cantona. Cantona je postal tudi prvi tuji kapetan, ki je osvojil pokal FA (na tekmi je Cantona zamenjal dotedanjega kapetana Steva Brucea, ki je bil v slabi formi). Zadetek je dosegel pet minut pred koncem srečanja, ta gol pa je verjetno eden njegovih najbolj znanih. Po izvajanju kota z leve strani je žoga priletela v kazenski prostor Liverpoola, kjer jo je vratar David James poskušal izbiti. Namesto, da bi žogo odbil izven igrišča pa se je le-ta odbila od enega od igralcev proti sredini zunanjega roba kazenskega prostora. Cantona, ki se je po izvajanju umaknil na rob šestnajstmetrskega prostora je žogo pričakal z močnim volejem in jo poslal skozi vrsto branilcev naravnost v mrežo. Po tekmi je komentiral izid in njegovo kariero z besedami: »Saj veste kakšno je življenje. Vzponi in padci.«. S to zmago je Manchester United postal prvi klub v zgodovini angleškega nogometa, ki je dvakrat osvojil dvojno krono. 
Cantona je v sezoni 1996-97 po odhodu Steava Brucea k Birmingham Cityju postal kapetan Uniteda.
Cantona je Manchester United s pomočjo igralcev, kot so bili Ryan Giggs, mladi David Beckham, Paul Scholes, Nicky Butt in Gary Neville utrdil na mestu enega od klubov »velike četverice« angleškega nogometa. Klub je zadržal naslov prvaka tudi v sezoni 1996-97, Cantona pa je osvojil štiri naslove v petih sezonah pri Manchestru. Po tem, ko je  Borussia Dortmund v polfinalu Lige prvakov 1997 izločila Manchester United, je Éric Cantona objavil, da pri tridesetih letih zaključuje svojo nogometno kariero. 16. maja 1997 se je na tekmi v čast Davida Bussta (nogometaša, ki je moral kariero zaključiti zaradi poškodbe na tekmi proti Unitedu leto pred tem) s Coventry Cityjem na Highfield Roadu, na kateri je dosegel dva zadetka (tekma se je končala z rezultatom 2:2), tudi uradno poslovil od svojih navijačev. V petih sezonah je za United dosegel 64 golov. 11 jih je dosegel še v domačih pokalnih tekmovanjih in 5 v ligi prvakov.
V svoji avtobiografiji iz leta 1999 z naslovom Managing my Life, je Alex Ferguson zapisal, da ga je o svoji nameri Éric obvestil v 24 urah po izpadu iz lige prvakov. Javnost so o tem obvestili šele mesec dni kasneje. Med tem časom so se v javnosti začele širiti govorice o njegovem morebitnem odhodu v Španijo, kjer naj bi se pridružil klubu Real Zaragoza.
Leta 2004 je Cantona izjavil: »Ponosen sem, da navijači še vedno pojejo moje ime, bojim pa se, da bodo že jutri prenehali. Tega se bojim, ker mi je všeč. Ljudje se vedno bojimo, da bomo izgubili nekaj, kar nam je všeč..."«
Leta 2006 je časopis The Sun objavil članek, v katerem navaja Cantonaja, ki komentira Manchester United kot klub, ki je izgubil svojo dušo. Njegovi igralci naj bi bili čreda ovac. V članku je Cantona še izjavil, da so dnevi, ko so nogometaši kot George Best ali on sam zabavali občinstvo, na žalost minili. Rdeči vragi naj bi z dolgočasnimi funkcionalnimi ekipami izdali svojo preteklost. Protislovne pa so njegove izjave, ki jih je dal avgusta 2006 za 'United Magazine', kjer je izjavil, da se bo v United vrnil samo kot 'številka 1' (torej ne kot pomočnik ali pomočnik trenerja) in, da bo takrat naredil edinstveno ekipo, ki bo igrala nogomet, za katerega sam meni, da je edini pravi. 
Cantona je nasprotoval prevzemu Manchester Uniteda s strani Malcolma Glazerja in je nekoč celo izjavil, da v klub ne bo prišel niti kot trener, dokler bo le-ta v lasti družine Glazer. To je razočaralo številne navijače, ki so leta 2000 izvedli anketo in ga izbrali za najljubšega naslednika Sir Alexa Fergusona.
Julija 2008 so se v Sunday Expressu pojavile novice, da si je Éric premislil. Njegov dobri prijatelj naj bi za ta časopis namreč izjavil: »Ericu je všeč ideja, da bi s trenerskimi nasveti pomagal klubu, kot je Manchester United. Sicer uživa v igralstvu in režiji, pa tudi v nogometu na pesku, vedno pa si je želel pomagati pri sestavi ekipe po lastnem okusu. Ve tudi, da ga bi Sir Alex Ferguson pri tem vzpodbujal.«

### Francoska nogometna reprezentanca
Éric Cantona je za Francosko nogometno reprezentanco prvič nastopil na tekmi proti Zahodni Nemčiji avgusta 1987. Henri Michel, ki mu je takrat ponudil priložnost, pa ga septembra leta 1988 ni ponovno povabil v reprezentanco. Cantona je takrat v televizijskem intervjuju selektorja označil za »kup dreka«, zaradi česar mu je bilo za nedoločen čas prepovedano nastopanje za Francijo. Michel pa je bil z mesta selektorja odpuščen kmalu za tem, ker se Franciji ni uspelo uvrstiti na Svetovno prvenstvo v nogometu 1990.
Za novega selektorja je bil imenovan Michel Platini, ena od prvih stvari, ki jih je novi selektor storil, pa je bil ponovni vpoklic Cantonaja. Takrat je izjavil, da bo Éric Cantona igral za francosko reprezentanco, vse dokler bo igral v najboljših klubih. Franciji se je pod novim selektorjem uspelo uvrstiti na Evropsko prvenstvo v nogometu 1992, kjer pa ni dobila niti ene tekme, čeprav je bil njen napadalni dvojec Cantona - Jean-Pierre Papin. Platini je po tem neuspehu podal svoj odstop, za novega selektorja pa je bil imenovan Gérard Houllier.
Pod Houllierjem se Franciji spet ni uspelo uvrstiti na Svetovno prvenstvo v nogometu 1994 v Združenih državah Amerike. Priložnost so zapravili v zadnji tekmi proti Bolgariji, ki so jo izgubili z 2:1. Takrat bi že remi pomenil, da se bo svetovnega prvenstva udeležila Francija. Odločilni gol so Bolgari dosegli po tem, ko je David Ginola izgubil žogo, Emil Kostadinov pa je zadel. Cantona naj bi bil po tekmi ogorčen nad napako Ginole. Po porazu je Houllier odstopil, novi selektor pa je postal Aimé Jacquet.
Jacquet je takoj začel s spremembami v francoski reprezentanci, da bi jo pripravil na kvalifikacije za uvrstitev na Evropsko prvenstvo v nogometu 1996. Za novega kapetana reprezentance je izbral Erica Cantonaja, ki je to vlogo obdržal vse do incidenta na Selhurst Parku v januarju 1995. Suspenz, ki ga je Cantona dobil takrat, je namreč veljal tudi za mednarodne tekme.
Med njegovo odsotnostjo je vlogo graditelja igre v francoski reprezentanci dobil Zinédine Zidane, okoli njega je začel Jacquet tudi graditi novo ekipo. Z vključitvijo mladih nadarjenih nogometašev, kot so bili Patrick Vieira, Thierry Henry in David Trézéguet, so Cantona, Papin in Ginola izgubili mesto v reprezentanci in niso nikoli več nastopili zanjo. Kljub kritikam na račun selektorja, ker je nastop na Evru 1996 odrekel takrat enemu najboljših igralcev v angleški ligi, Ericu Cantonaju, pa se je le-ta branil z izjavami, da gre francoski ekipi tudi brez Cantonaja dobro in da ne želi porušiti zaupanja teh igralcev. Francija je kasneje osvojila naslov svetovnega prvaka v nogometu leta 1998. 
Cantona je še vedno jezen na vodstvo francoske nogometne zveze, ne skriva pa spoštovanja do angleške reprezentance. Na Evropskem prvenstvu 2004 in Svetovnem prvenstvu 2006 je tako Éric Cantona navijal za Anglijo.

### Kasnejša kariera
Cantona se je po koncu nogometne kariere posvetil kinematografiji, predvsem kot igralec v francoskih filmih, pa tudi kot režiser. Njegov režijski prvenec je bil kratki film Apporte-moi ton amour, ki ga je režiral leta 2002. Leta 1998 je v filmu Elizabeth zaigral v vlogi francoskega veleposlanika ob Cate Blanchett. Septembra 2008 je bil eden od nosilcev glavne vloge v filmu Jack Says, ki je bil izdan na DVDju. Kot režiser Thierry Grimandi je nastopil v filmu French Film, poleg tega pa je bil koproducent in glavni igralec v filmu Kena Loacha, Looking for Eric, ki je bil nominiran tudi za zlato palmo . 
Po upokojitvi je nastopil tudi v več oglasih, predvsem za športno znamko Nike. Izjemno priljubljena sta postala oglasa, v katerih je Cantona posodil svoj glas. V enem je brazilska nogometna reprezentanca igrala nogomet na letališču, v drugem pa sta brazilska in portugalska nogometna reprezentanca igrali ena proti drugi. V svetovni oglaševalski kampanji za Svetovno prvenstvo v nogometu 2002 je v oglasu Éric Cantona nastopil kot organizator »ilegalnih« nogometnih tekem. V oglasu, katerega sponzor je bil Nike, so poleg Cantonaja nastopili še takrat izjemno priljubljeni nogometaši kot so Thierry Henry, Hidetoshi Nakata, Francesco Totti, Ronaldo, Roberto Carlos ter Luís Figo. Pred tem je Nike v Veliki Britaniji vrtel še en oglas, v katerem je Cantona igral amaterski nogomet z nekaterimi znanimi angleškimi zvezdniki, kot so Ian Wright, Steve McManaman ter Robbie Fowler. V Nikejevi oglaševalski kampanji pred Svetovnim prvenstvom v nogometu 2006 se je Éric Cantona spet pojavil kot predstavnik organizacije Joga Bonito, ki se zavzema za prepoved simuliranja in igranja v nogometu. Éric je nastopil tudi v irskem oglasu za EuroMillions. 
Kmalu po odhodu iz Manchester Uniteda je Cantona postal kapetan francoske ekipe v nogometu na pesku. Svoje zanimanje za ta šport je kasneje še razširil in postal selektor ter glavni trener francoske reprezentance, ki je osvojila prvi naslov prvaka v nogometu na pesku leta 2005. Pod njegovim vodstvom je ekipa osvojila tretje mesto tudi naslednje leto, leta 2007 pa je osvojila še četrto mesto. Leta 2008, ko je bila gostiteljica prav Francija, pa je Cantonajevo selekcijo v četrtfinalu izločila Italija.    
Leta 1998 je Football League Erica Cantonaja uvrstila na lestvico 100 legend nogometa.
Cantona je bil prvi nogometaš, ki so ga leta 2002 sprejeli v novo ustanovljeni Angleški nogometni hram slavnih.
Leta 2007 je sodeloval kot pripovedovalec na albumu La mécanique du cœur francoske rock skupine Dionysos.
Leta 2009 je nastopil v oglasu za novo Renault Laguno za britanski trg.

## Statistika
| Klub                  | Sezona           | Liga    | Liga | Pokal   | Pokal | Ligaški pokal | Ligaški pokal | Evropa  | Evropa | Ostalo  | Ostalo | Skupaj  | Skupaj |
| Klub                  | Sezona           | Nastopi | Goli | Nastopi | Goli  | Nastopi       | Goli          | Nastopi | Goli   | Nastopi | Goli   | Nastopi | Goli   |
| --------------------- | ---------------- | ------- | ---- | ------- | ----- | ------------- | ------------- | ------- | ------ | ------- | ------ | ------- | ------ |
| Auxerre               | 1983–84          | 2       | 0    | –       | –     | –             | –             | –       | –      | –       | –      | 2       | 0      |
| Auxerre               | 1984–85          | 5       | 2    | –       | –     | –             | –             | –       | –      | –       | –      | 5       | 2      |
| Auxerre               | 1985–86          | 7       | 0    | –       | –     | –             | –             | 1       | 0      | –       | –      | 8       | 0      |
| Martigues (posojen)   | 1985–86          | 15      | 4    | –       | –     | –             | –             | –       | –      | –       | –      | 15      | 4      |
| Martigues (posojen)   | Skupaj           | 15      | 4    | –       | –     | –             | –             | –       | –      | –       | –      | 15      | 4      |
| Auxerre               | 1986–87          | 36      | 13   | –       | –     | –             | –             | –       | –      | –       | –      | 36      | 13     |
| Auxerre               | 1987–88          | 32      | 8    | 5       | 1     | –             | –             | 2       | 1      | –       | –      | 39      | 10     |
| Auxerre               | Skupaj           | 82      | 23   | 5       | 1     | –             | –             | 3       | 1      | –       | –      | 90      | 25     |
| Marseille             | 1988–89          | 22      | 5    | –       | –     | –             | –             | –       | –      | –       | –      | 22      | 5      |
| Bordeaux (posojen)    | 1988–89          | 11      | 6    | –       | –     | –             | –             | –       | –      | –       | –      | 11      | 6      |
| Bordeaux (posojen)    | Skupaj           | 11      | 6    | –       | –     | –             | –             | –       | –      | –       | –      | 11      | 6      |
| Montpellier (posojen) | 1989–90          | 33      | 10   | 8       | 8     | –             | –             | –       | –      | –       | –      | 41      | 18     |
| Montpellier (posojen) | Skupaj           | 33      | 10   | 8       | 8     | –             | –             | –       | –      | –       | –      | 41      | 18     |
| Marseille             | 1990–91          | 18      | 8    | 5       | 1     | –             | –             | 3       | 1      | –       | –      | 26      | 10     |
| Marseille             | Skupaj           | 40      | 13   | 5       | 1     | –             | –             | 3       | 1      | –       | –      | 48      | 15     |
| Nîmes                 | 1991–92          | 17      | 2    | 2       | 2     | –             | –             | –       | –      | –       | –      | 19      | 4      |
| Nîmes                 | Skupaj           | 17      | 2    | 2       | 2     | –             | –             | –       | –      | –       | –      | 19      | 4      |
| Leeds United          | 1991–92          | 15      | 3    | 0       | 0     | 0             | 0             | –       | –      | 0       | 0      | 15      | 3      |
| Leeds United          | 1992–93          | 13      | 6    | 0       | 0     | 1             | 0             | 5       | 1      | 1       | 3      | 20      | 10     |
| Leeds United          | Skupaj           | 28      | 9    | 0       | 0     | 1             | 0             | 5       | 1      | 1       | 3      | 35      | 13     |
| Manchester United     | 1992–93          | 22      | 9    | 1       | 0     | 0             | 0             | 0       | 0      | 0       | 0      | 23      | 9      |
| Manchester United     | 1993–94          | 34      | 18   | 5       | 4     | 5             | 1             | 4       | 2      | 1       | 0      | 49      | 25     |
| Manchester United     | 1994–95          | 21      | 12   | 1       | 1     | 0             | 0             | 2       | 0      | 1       | 1      | 25      | 14     |
| Manchester United     | 1995–96          | 30      | 14   | 7       | 5     | 1             | 0             | 0       | 0      | 0       | 0      | 38      | 19     |
| Manchester United     | 1996–97          | 36      | 11   | 3       | 0     | 0             | 0             | 10      | 3      | 1       | 1      | 50      | 15     |
| Manchester United     | Skupaj           | 143     | 64   | 17      | 10    | 6             | 1             | 16      | 5      | 3       | 2      | 185     | 82     |
| Skupaj v karieri      | Skupaj v karieri | 369     | 131  | 36      | 22    | 7             | 1             | 27      | 8      | 4       | 5      | 432     | 161    |

## Dosežki

### Marseille
- Ligue 1 (2): 1989, 1991
- Coupe de France (1): 1989

### Montpellier
- Coupe de France (1): 1990

### Leeds United
- Football League First Division (1): 1991-92
- Charity Shield (1): 1992

### Manchester United
- Premier League (4): 1992-93, 1993-94, 1995-96, 1996-97
- FA Cup (2): 1993-94, 1995-96
- Charity Shield (3): 1993, 1994, 1996

### Osebni
Nogometaš leta po izboru nogometašev1994,1996
Nogometaš leta po izboru športnih novinarjev1996

## Družina
Cantona je bil poročen z Isabelle Ferrer, s katero imata dva otroka. Od prve žene se je ločil, trenutno pa je poročen z igralko Rachido Brakni. Njegov brat Joël Cantona je bil prav tako profesionalni nogometaš, ki je v svoji karieri igral za Olympique de Marseille, Újpesti TE ter Stockport County, njegov sorodnik Sacha Opinel pa trenutno igra za Ebbsfleet United F.C.

## Izbrana filmografija
- Le bonheur est dans le pré - 1995 - Lionel
- Eleven Men Against Eleven - 1995 - Player (nepopisan)
- Elizabeth - 1998 - Monsieur de Foix
- Mookie - 1998 - Antoine Capella
- Les enfants du marais - 1999 - Jo Sardi
- La grande vie! (angleški naslov: The High Life) - 2001 - Joueur de pétanque 2
- L'Outremangeur (angleški naslov: The Over-Eater) - 2003 - Séléna
- Les Clefs de bagnole (angleški naslov: The Car Keys) - 2003
- La vie est à nous - 2005
- Une belle histoire - 2005
- Lisa et le pilote d'avion - 2007
- Le Deuxième souffle (angleški naslov: Second Wind) - 2007
- Jack Says - 2008
- French Film - 2009
- Looking for Eric - 2009